# Marcel Rayman

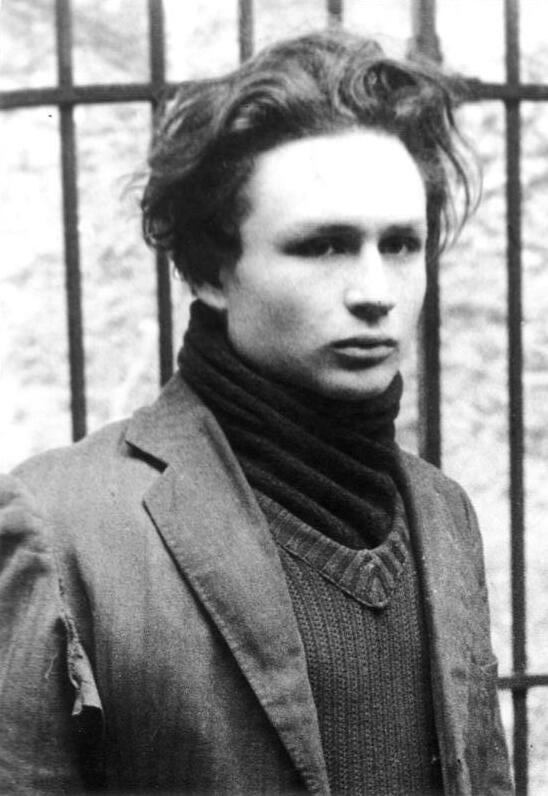
Zdjęcie Raymana z archiwów niemieckich

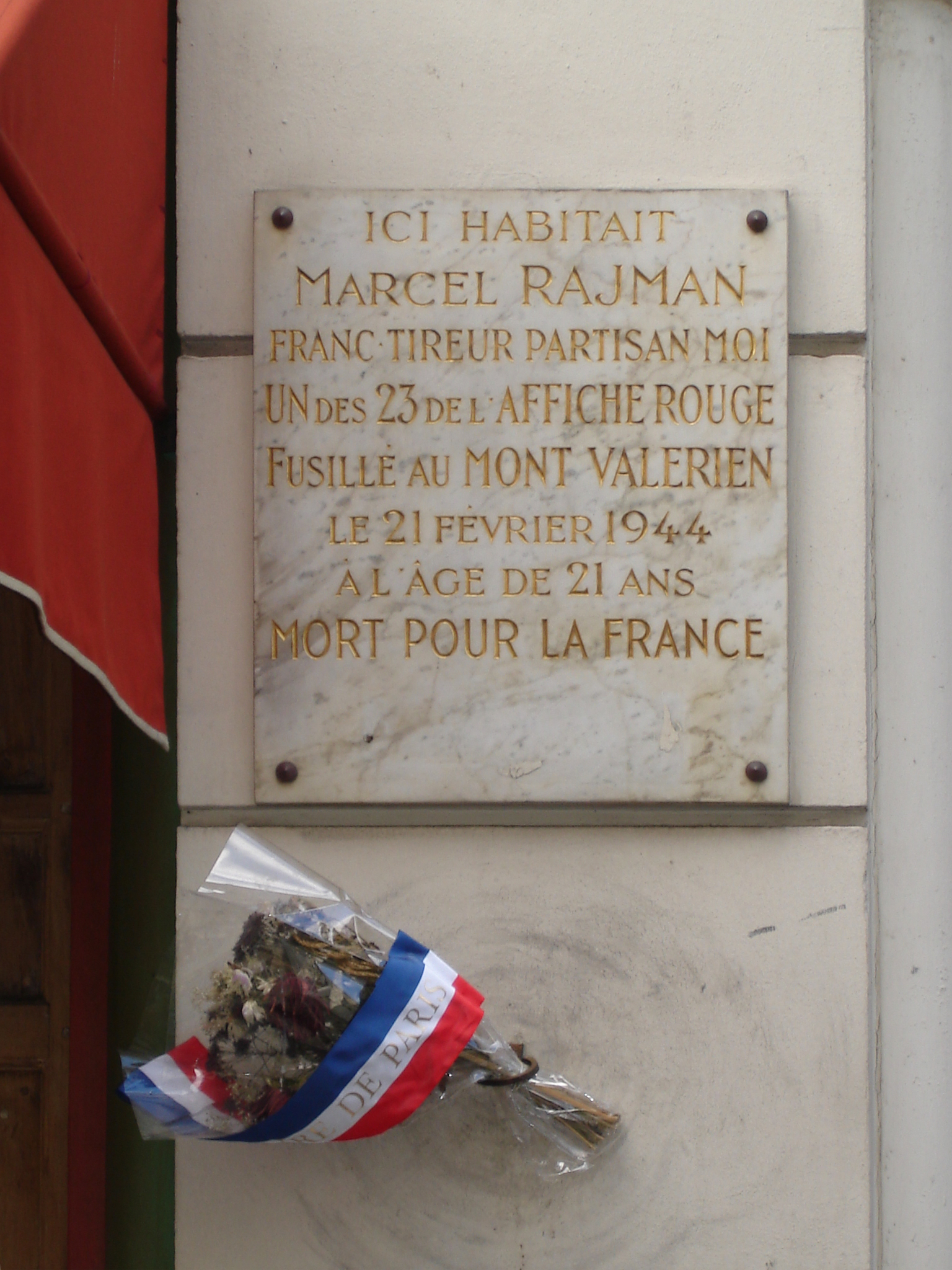
Tablica pamiątkowa na ścianie dawnego domu Raymana

Marcel Rayman ps. „Simon Maujean”, „Faculté”, „Michel”, „Michel Mieczlav” (ur. 1 maja 1923 w Warszawie, zm. 21 lutego 1944 w Suresnes) – działacz francuskiego ruchu oporu pochodzenia żydowskiego, członek grupy Manukiana. 

## Młodość
Urodził się w Warszawie w rodzinie krawców. W wieku ośmiu lat razem z rodzicami wyjechał do Francji, gdzie uzyskał jedynie wykształcenie podstawowe, po czym rozpoczął pracę zawodową. Wcześnie zaczął uczęszczać na spotkania komunistyczne, działając w Młodzieży Komunistycznej. 

## II wojna światowa
Wstąpił do ruchu oporu na początku 1942. Wyróżniał się odwagą i inteligencją, był odpowiedzialny za rekrutację i szkolenie nowych ochotników. Zajmował się edukacją nowo utworzonych oddziałów złożonych z Czechów, a następnie Ormian. Współdziałał przy słynnej akcji grupy Manusziana (Manukiana) w Levallois. 3 czerwca 1942 dokonał razem z Ernestem Blankopfem zamachu na oddział Kriegsmarine, a 28 lipca 1943 razem z Raymondem Kojiskim i Léo Knellerem usiłował zabić generała von Schaumburga, jednak bez powodzenia (w ostrzelanym samochodzie siedział pułkownik von Maliber). Rankiem 28 września 1943 podczas innej akcji zastrzelił Juliusa Rittera, odpowiedzialnego za roboty przymusowe Francuzów w Niemczech. 
Należał odtąd do najbardziej poszukiwanych przez hitlerowców aktywistów ruchu oporu. Jego wizerunek pojawił się na „czerwonych afiszach” (fr. affiches rouges), gdzie Rayman został przedstawiony jako jeden z kryminalistów zagranicznych udających bojowników o wolność Francji. Aresztowano go 16 listopada 1943 w czasie spotkania z Olgą Bancic, skazano na śmierć w procesie grupy Manukiana i rozstrzelano w forcie Mont Valérien. Jego matka Chana Rayman zginęła w Auschwitz-Birkenau.